# Tangled Up Tour
Tangled Up Tour — четвёртый концертный тур группы Girls Aloud, проведённый в поддержку альбома Tangled Up.

## История
Tangled Up Tour — самый масштабный тур группы, продолжавшийся с начала мая до конца августа 2008 года с месячным перерывом в июне. Девушки давали концерты в Северной Ирландии, Англии, Уэльсе и Шотландии. Шоу сопровождалось спецэффектами, зал был оснащен тремя большими экранами, на сцене находилась крутящаяся платформа, а в середине зала была оборудована площадка, соединяющаяся со сценой мостом. На этой площадке девушки исполняли балладные композиции — «Whole Lotta History» и «I’ll Stand By You», а также кавер песни Робин «With Every Heartbeat», ранее представленный группой для Radio1.

## Концертный альбом
После завершения тура вышел третий концертный DVD группы Tangled Up: Live from the O2. 27 октября 2008 года диск был издан в формате DVD и Blu-ray. Помимо концертного шоу, запись включала видеоклипы на синглы с альбома Tangled Up и закулисье тура.
В 2009 году альбом удостоился награды Music Producers Guild Awards в категории «Лучший концертный альбом года».

## Список композиций
1. «Sexy! No, No, No…»
2. «Girl Overboard»
3. «Sound of the Underground»
4. «Close to Love»
5. «Can’t Speak French»
6. «Love Machine»
7. «Black Jacks»
8. «Biology»
9. «Whole Lotta History»
10. «With Every Heartbeat»
11. «I’ll Stand By You»
12. «Fling»
13. «Push It»
14. «Wake Me Up»/ «Walk This Way»
15. «Control of the Knife»/«Trick Me»
16. «Call The Shots»
17. «Jump»
18. «Something Kinda Ooooh»